# Lazdijai
Lazdijai est une ville du sud de la Lituanie, de l'apskritis d'Alytus. Elle est située à 7 km de la frontière avec la Pologne.

## Histoire
Le 3 novembre 1941, 1535 Juifs y sont assassinés lors d'exécutions de masse (485 hommes, 511 femmes et 539 enfants). Les bourreaux sont des membres d'un Einsatzgruppen, des policiers locaux ainsi que des nationalistes lituaniens.
La ville est le lieu de naissance du compositeur Joseph Achron et l'homme politique Arūnas Valinskas.

## Jumelage
- Łuków (Pologne)